# Luxiaria ichnaea
Luxiaria ichnaea là một loài bướm đêm trong họ Geometridae.